# أركاري كستنائي الأذن
أركاري كستنائي الأذن أو برزبان كستنائي الأذن (الاسم العلمي: Pteroglossus castanotis) (بالإنجليزية: Chestnut-eared Aracari)‏ هو نوع من الطيور يتبع جنس الأركاري من الفصيلة الطوقانية.